# Oratemnus boettcheri
Oratemnus boettcheri es una especie de arácnido del orden Pseudoscorpionida de la familia Atemnidae.

## Distribución geográfica
Se encuentra en Vietnam y Filipinas.